# Camilo Torres Restrepo
Jorge Camilo Torres Restrepo (Bogotá, 3 de febrero de 1929-San Vicente de Chucurí, 15 de febrero de 1966) fue un sacerdote católico, sociólogo, y guerrillero colombiano. Cofundó la primera Facultad de Sociología de América Latina en la Universidad Nacional de Colombia. Promovió la participación de la Iglesia en la lucha armada por la justicia social.
Fue ordenado sacerdote hacia 1954, luego de estudiar ciencias eclesiásticas en la arquidiócesis de Bogotá. Se graduó en 1958 como sociólogo en la Universidad Católica de Lovaina. Para 1959 fue nombrado capellán de la Universidad Nacional. Participó en la creación de las Juntas de Acción Comunal, trabajó en el Instituto Colombiano de la Reforma Agraria (INCORA) y fue decano en la Escuela Superior de Administración Pública (ESAP). Fundó en 1964 el Frente Unido del Pueblo que buscaba organizar las fuerzas políticas opuestas al Frente Nacional. Durante su vida, promovió el diálogo entre el marxismo y el cristianismo, y apoyó la lucha armada revolucionaria.
Fue miembro del grupo guerrillero Ejército de Liberación Nacional (ELN) desde 1965, adoptando el alias de "Argemiro" y siendo conocido como "el cura guerrillero". Falleció en combate en el enfrentamiento de Patio Cemento, en el municipio de El Carmen de Chucurí (Santander) con la Quinta Brigada del Ejército Nacional de Colombia, cuando un grupo de guerrilleros intentó asaltar sorpresivamente a una columna de soldados del Ejército Nacional de Colombia con el fin de apoderarse de su armamento y eliminarlos, pero cayeron ante la respuesta de los militares. Sus restos estuvieron desaparecidos desde entonces.

## Biografía
Jorge Camilo Torres Restrepo nació el 3 de febrero de 1929 en Bogotá, en el seno de una familia de la aristocracia bogotana liberal. Sus padres lo llevaron a Europa cuando apenas tenía dos años. Regresó al país en 1934. Tres años después, en 1937, la pareja se separó, quedando Camilo y su hermano Fernando al lado de la madre. Expulsado, por sus críticas contra los profesores del tradicional Colegio Mayor de Nuestra Señora del Rosario, terminó su bachillerato en el Liceo de Cervantes en 1946 donde conoció e hizo amistad con Luis Villar Borda y Ricardo Samper.

### Formación académica

#### Estudios en la Universidad Nacional de Colombia
Ingresó a la Facultad de Derecho en la Universidad Nacional de Colombia, en donde se reencontraría con Villar Borda, y solo estudió allí el primer semestre. Durante este breve periodo Camilo y Luis editaban la página universitaria del diario bogotano La Razón, y en algunas ocasiones escribieron críticas contra algunas revistas universitarias que consideraban radicales.

#### Formación Sacerdotal
Influenciado por las ideas sociales de dos sacerdotes franceses dominicos, Nielly y Blanchet, a quienes conoció por medio del padre de su novia Teresa Montalvo, hija de una prestigiosa familia Bogotana, la idea de convertirse en sacerdote comenzó a calar en Camilo y para tomar esta decisión se retiró a meditarlo en los llanos orientales. Tras romper con su novia y pese a la reticencia de su madre y padre, Camilo ingresó al Seminario Conciliar de Bogotá de la arquidiócesis de Bogotá (en acuerdo con sus padres para evitar ingresar al seminario dominicano de Chiquinquirá que se encontraba en malas condiciones) donde permaneció siete años, tiempo durante el cual comenzó a interesarse por las realidades sociales.
Fue ordenado sacerdote hacia 1954 luego de estudiar ciencias eclesiásticas en la arquidiócesis de Bogotá.
La pobreza y la injusticia social atrajeron su atención y, al lado de su condiscípulo Gustavo Pérez, creó un círculo de estudios sociales que funcionó aun después de que Torres fue ordenado sacerdote en 1954 a cargo de Jonatan Gómez. Camilo inició actividades sociales en los barrios aledaños al Seminario Conciliar, que era poblados por familias desplazadas del campo.

#### Estudios en la Universidad Católica de Lovaina
En 1955, con el propósito de especializarse, Torres viajó a Bélgica, para estudiar unos años más en la Universidad Católica de Lovaina. Los primeros meses fueron muy difíciles para el cura bogotano por el clima, la alimentación belga y las condiciones de la pensión donde vivía junto a Gustavo; por ello, al final del primer semestre, se trasteó con su madre a un apartamento. Fundó con un grupo de estudiantes colombianos de la universidad el Equipo Colombiano de Investigación Socioeconómica (ECISE) y entró en contacto con la Democracia Cristiana, el movimiento sindical cristiano y los grupos de resistencia argelina en París. Fundó las secciones de Bogotá, París y Londres del ECISE. En 1957 conoció a Marguerite-Marie 'Guitemie' Olivieri, francesa de origen corso y burguesa hija de médico como Torres, quien se convertiría en su amiga más cercana y su secretaria, y que para entonces vivía en un barrio pobre de París, acompañando a los Pieds-noirs en trabajos de sabotaje contra el régimen francés que se imponía a la fuerza en Argelia. A su vez, Torres se reencontró con Villar Borda en Berlín y pasaron vacaciones en Belgrado donde sin éxito quiso ejercer su sacerdocio, o en su defecto en Praga.
En 1958, la universidad belga le otorgó el título de sociólogo. Su tesis doctoral, Una aproximación estadística a la realidad socioeconómica de Bogotá, obra pionera en sociología urbana de América Latina, fue publicada en 1987 con el título de La proletarización de Bogotá.

### Capellán de la Universidad Nacional y actividades académicas

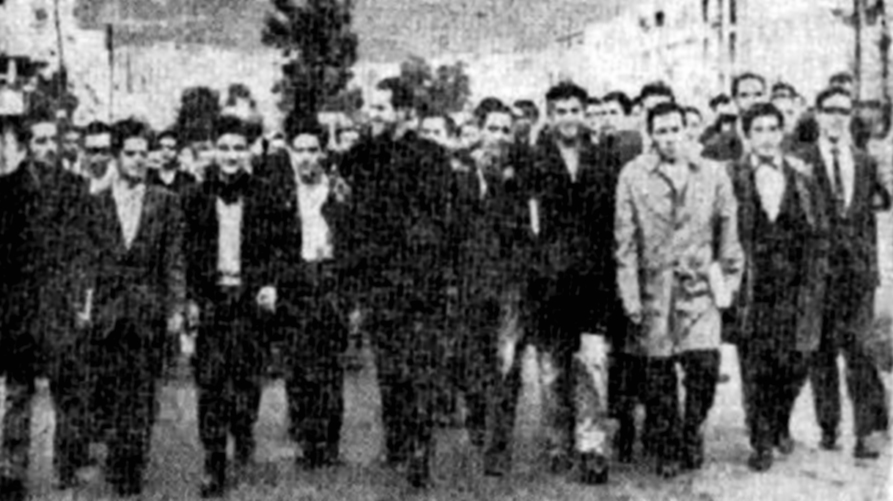
Camilo Torres con sus estudiantes, 1964.

En 1959, cuando regresó a Colombia se sintió obligado a apoyar activamente la causa por los pobres y la clase trabajadora. Ese año fue nombrado capellán auxiliar de la Universidad Nacional de Colombia, en Bogotá. 

#### Creación de las Juntas de Acción Comunal
Fue miembro fundador y presidente del Movimiento Universitario de Promoción Comunal (MUNIPROC). Con la creación de las Juntas de Acción Comunal (JAC), promovidas por el gobierno de Alberto Lleras Camargo (1958-1962), a partir de la Ley 9 de 1958, Torres reconoce en ella la posibilidad de descentralizar el poder político y dar posibilidades de empoderamiento a las comunidades de base. Realiza, junto con profesores y estudiantes, programas de acción comunal en barrios populares de Bogotá. Torres fue también organizador en 1964 del VII Congreso de la Asociación Latinoamericana de Sociología, presenta el estudio “La asimilación de la familia rural a la ciudad, un estudio de caso”..
El trabajo de MUNIPROC permite la fundación de la primera Junta de Acción Comunal (JAC) en Tunjuelito, en ese entonces enclave obrero al sur de Bogotá, dónde tenía un trabajo continuo de varios años.   

#### Fundación de la Facultad de Sociología y Primer Congreso Nacional de Sociología
Para 1960, participó junto con Orlando Fals Borda, Carlos Escalante, Eduardo Umaña Luna, María Cristina Salazar, Darío Botero Uribe, Virginia Gutiérrez de Pineda y Tomás Ducay, entre otros, en la fundación de la primera facultad de Sociología de América Latina (hoy departamento) de la Universidad Nacional de Colombia, en la cual ejerció la cátedra académica como profesor siendo cercano y popular entre los estudiantes.
En 1963, presidió el primer Congreso Nacional de Sociología que se celebra en también en Tunjuelito (Bogotá) y presenta el estudio “La violencia y los cambios socio-culturales en las áreas rurales colombianas”.

#### Miembro del Comité Técnico de la Reforma Agraria
A su vez Torres fue miembro del comité técnico de la reforma agraria fundado por el Instituto Colombiano de la Reforma Agraria (INCORA), donde representó la posición más reformista de la Junta Directiva que se repartía entre los partidos Conservador y Liberal, propio del Frente Nacional pero considerada por Torres una entidad ineficiente ante las necesidades del campo colombiano. En su trayectoria como parte de la Junta destaca el episodio sobre el proyecto de constitución de una Escuela Agraria en Yopal (Casanare) y las dificultades que presentó el entonces director del INCORA Enrique Peñalosa Camargo (liberal, y padre del exalcalde de Bogotá Enrique Peñalosa Londoño) y de Álvaro Gómez Hurtado (conservador e hijo del expresidente Laureano Gómez). 
En 1962, año en que inició el Concilio Vaticano II por parte del papa Juan XXIII, Torres fue de los primeros sacerdotes en ofrecer una misa de frente y en español cuando para entonces la misa era ofrecida de espaldas y en latín. Entre el 8 y 9 de junio de ese año, bajo la presión del cardenal Luis Concha Córdoba, luego de entrar junto con otros profesores en contradicciones con el rector, al honrar en misa a los estudiantes muertos luego de una manifestación reprimida por la Policía Nacional y al oponerse a la expulsión de otros estudiantes, fue obligado a renunciar a todas sus actividades en la Universidad Nacional de Colombia, siendo transferido a la Iglesia de la Veracruz en Bogotá en calidad de coadjutor; ayudante del párroco con solo funciones de confesión y de hacer partidas de bautismo. Esto le desató una fuerte depresión a Torres, deseoso de estar cerca a la gente. Poco antes la Juventud Comunista Colombiana (JUCO) había propuesto a Torres como rector de la Universidad ante una eventual terna pero Torres amablemente rechazó el ofrecimiento por temor a mancillar su nombre.
En 1964, Concha luego relevaría a Torres de coadjutor, admirando apenas a Torres por sociólogo, permitiéndole ser docente asociado de la Facultad de Sociología. A su vez fue designado decano del Instituto de Administración Social de la Escuela Superior de Administración Pública (ESAP) y ascendido a miembro de la Junta Directiva del INCORA. 
La Unidad de Acción Rural de Yopal (UARY) fue inaugurada el 1 de marzo de 1964, tras superar los obstáculos burocráticos del Ministerio de Agricultura, que le permitió un trabajo de base con los campesinos de la capital llanera. Lo cual lo combinaba con las luchas en la junta, especialmente con el político conservador férreo defensor de los intereses de terratenientes. 
Fue invitado a Perú, donde dicta cursos y conferencias sobre la reforma agraria y el cambio social.
Consideró por primera vez crear un grupo guerrillero junto a Álvaro Marroquín, estudiante de la Universidad Nacional y miembro de la JUCO. Torres a su vez consideró al INCORA una entidad deficiente para atender las necesidades del campesinado colombiano, especialmente en la educación informal para su organización en busca de una reforma agraria diferente a lo propuesto por el INCORA.

### Lanzamiento a la política
La Revolución cubana, que impactó a todos los países de América, llamó la atención de Torres una vez regresó a Colombia de Europa. En 1965, el Movimiento Revolucionario Liberal (MRL) entró en decadencia tras su división luego de las elecciones presidenciales de 1962. Las elecciones legislativas de 1964 fueron marcadas por una enorme abstención, en lo que Torres concluyó que los partidos tradicionales; Liberal y Conservador, estaban abandonados por la opinión pública, por lo que consideró crear un nuevo instrumento que aglutinara a los "No alineados" en política; sindicatos, gremios, asociaciones, estudiantes y obreros, para enfrentar a los decadentes partidos tradicionales, aunque por el momento llamando al abstencionismo. Torres también intentó actuar infructuosamente como mediador entre los campesinos y el Ejército Nacional para evitar el ataque a la llamada República Independiente de Marquetalia siendo así su primer contacto con el Partido Comunista Colombiano.

#### El Frente Unido del Pueblo

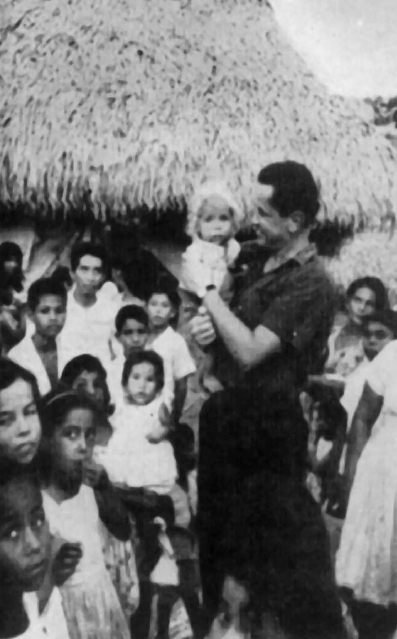
Camilo Torres con campesinos colombianos.

El régimen del Frente Nacional conllevó a Camilo Torres en enero de 1964 a fundar el Frente Unido del Pueblo; un movimiento de oposición a la coalición de los partidos tradicionales. Torres va a casa de Álvaro Marroquín y su compañera María Arango para buscar contactos con el Partido Comunista. Se concreta una reunión para crear la plataforma política en la que participan el Movimiento Obrero Estudiantil y Campesino (MOEC), las Juventudes del Movimiento Revolucionario Liberal (MRL), la JUCO y algunos técnicos de la Universidad de los Andes. Sin embargo, los jerarcas de la Iglesia colombiana buscaron hacerlo viajar a Lovaina y la ESAP pagaría su pasaje. Una reunión de homenaje a Torres por parte de los estudiantes de la Universidad Nacional disuade a Torres de viajar. Si bien Torres no militaba aun en política, era bastante popular pero no tenía un discurso político claro.
Torres buscó agrupar a toda la oposición de la época como la Alianza Nacional Popular (Anapo), el MRL, Partido Comunista Colombiano, etc. y se declaró no marxista debido al ateísmo de la ideología pero relacionó varios puntos con el mismo cristianismo. En junio de 1965, Torres fue reducido al estado laico por su superior eclesiástico, el Cardenal Concha, dada sus prácticas y enseñanzas que desconocían lo ya establecido por la Iglesia Católica en la condena al Comunismo Ateo realizada por el Papa Pío XI en su encíclica "Divini Redemptoris" en el año 1937, y que fue confirmado por el Papa Juan Pablo II en dos documentos publicados por la Congregación para la Doctrina para la Fe durante su pontificado en los años 1984 y 1986 que establecía los errores que estaban siendo promulgados por la denominada "teología de la liberación", y al mismo tiempo fue apartado de su cargo en la ESAP y, una vez más, tuvo discrepancias con el cardenal Concha quien le ofreció junto a su obispo coadjutor Rubén Isaza el cargo de director de un departamento de sociología en el Arzobispado de Bogotá con la mediación del entonces sacerdote Ernesto Umaña de Brigard, pero Torres rechazó la oferta al ver que el cargo era para evitar que Torres interviniese en política a la cual se lanzó además de presentar la plataforma sociopolítica en Medellín, razón por la cual había sido antes apartado de su cargo en la ESAP. El cardenal Concha reaccionó con desacuerdo aduciendo que la plataforma iba en contra de los ideales católicos y que los sacerdotes deben ser apolíticos, con el fin de desligarse de la ambigua y tradicional relación del catolicismo con el Partido Conservador. Torres se reunió con Concha quien se opuso vehementemente al lanzamiento de Torres a la política. Umaña se reunió con Torres y Umaña le ofreció un cargo eclesiástico pero Torres propuso solicitar la dispensa para así poder dedicarse a la política y evitar problemas con la autoridad eclesiástica. Concha aceptó la dispensa pero le ofreció a Torres aceptarlo si regresaba al sacerdocio. Torres dio su última misa el 27 de junio de 1965 en la Iglesia de San Diego en Bogotá. Luego Torres viaja a Lima regresando a Bogotá el 3 de julio siendo recibido por su madre y una multitud de gente en su mayoría jóvenes.
La plataforma de su movimiento buscaba atender las necesidades de las zonas rural y urbana, eliminar a toda costa la democracia restringida del Frente Nacional y la participación de la Iglesia en la Teología de la Liberación. No obstante, el Frente Unido careció de plataforma política clara a pesar de tener cercanía y simpatía a la izquierda revolucionaria; igualmente, tenían un periódico propio, encabezado por Pedro Acosta, de nombre homónimo que solo se repartió tres ediciones semanales desde el 26 de agosto de 1965, el cual fue impreso en los talleres de la editorial Antares, propiedad de su amigo Gonzalo Canal Ramírez. Pese a la creciente popularidad del Frente Unido, Torres comienza a contactar con Fabio Vásquez Castaño a través del líder estudiantil Jaime Arenas el 6 de julio de 1965, quien antes había encabezado la huelga de la Universidad Industrial de Santander en 1965. El Frente Unido duró de agosto a septiembre de 1965 (un mes) tras romper con la democracia cristiana por imponer una línea guerrerista. Su decisión por inclinarse a la lucha armada se tomó tomando el caso de Jorge Eliécer Gaitán y se la expresó a Gloria Gaitán, hija del caudillo asesinado, y quien le ofreció asilo a Torres quien paulatinamente entró a la clandestinidad. Pese a esto, Torres encabeza una marcha pacífica con sus estudiantes en Medellín siendo arrestado con sus manifestantes, todos jóvenes universitarios, y siendo retenido en la Asociación Sindical Antioqueña. Luego sería interceptado en Ventaquemada cuando iba hacia Tunja, y en Bogotá sería también retenido tras la represión policial a una manifestación del Frente Unido. El 7 de enero de 1966 Torres anunció su incorporación al ELN.

### Vida en la guerrilla
En la guerrilla, a la cual perteneció durante sus últimos 4 meses de vida, Torres tuvo como mentor y asesor a Jaime Arenas, escogido por Fabio Vásquez. Poco antes de unirse al ELN, el general Gustavo Rojas Pinilla, líder de la ANAPO, le había recomendado a Torres no unirse a ningún grupo guerrillero, ya que al ser sacerdote no poseía experiencia en manejo de armas para enfrentar al Ejército Nacional, por lo que le sugirió continuar en la vida política ya que admiraba su trabajo con las clases necesitadas, algo que desoyó Torres considerando el consejo como una amenaza. Al entrar al ELN, bajo el alias de Argemiro, se desconocía por el momento dentro de la guerrilla la identidad de Torres a quien se le confundía con un extranjero, pero su identidad fue desvelada posteriormente a los guerrilleros.
Al comprobar, tal como lo explicó en su «Mensaje a los cristianos» publicado en el primer número de Frente Unido, que los «medios eficaces para el bienestar de las mayorías [...] no los van a buscar las minorías privilegiadas que tienen el poder, porque generalmente esos medios eficaces obligan a las minorías a sacrificar sus privilegios», Torres concluyó que «es necesario entonces quitarles el poder a las minorías privilegiadas para dárselo a las mayorías pobres» y que «la Revolución no solamente es permitida sino obligatoria para los cristianos que vean en ella la única manera eficaz y amplia de realizar el amor para todos». De esa forma justificó en 1965 Camilo Torres su decisión de renunciar a su trabajo como profesor y sacerdote, y enrolarse en la guerrilla, más exactamente en el Ejército de Liberación Nacional (ELN), aunque antes se había interesado en unirse a las Fuerzas Armadas Revolucionarias de Colombia (FARC) debido a su origen campesino.

Yo he dejado los privilegios y deberes del clero, pero no he dejado de ser sacerdote. Creo que me he entregado a la Revolución por amor al prójimo. He dejado de decir misa para realizar ese amor al prójimo, en el terreno temporal, económico y social. Cuando mi prójimo no tenga nada contra mí, cuando haya realizado la Revolución, volveré a ofrecer misa si Dios me lo permite. Creo que así sigo el mandato de Cristo: «Si traes tu ofrenda al altar y allí te acuerdas de que tu hermano tiene algo contra ti, deja allí tu ofrenda delante del altar, y anda, reconciliate primero con tu hermano, y entonces ven y presenta tu ofrenda» (San Mateo V, 23-24).
Camilo Torres, «Mensaje a los cristianos», Frente Unido, núm. 1, 26/08/1965, Bogotá.

En el ELN, Torres participó como un miembro de bajo rango y proveyó asistencia espiritual e ideológica desde un punto de vista marxista-cristiano. Sin embargo, su desempeño como guerrillero fue deficiente ya que no estuvo acostumbrado a los arduos entrenamientos (siendo ayudado por un compañero) y a cargar un fusil, por lo que apenas se le dio una pistola y es conocido su rol de asistencia espiritual e ideológica además de ser buen cocinero. Fue abatido en su primera experiencia en combate, cuando el ELN atentó contra una patrulla del Ejército Nacional. Luego de su muerte, Camilo Torres se convirtió en un mártir dentro de la guerrilla del ELN.

### Muerte
Torres murió el 15 de febrero de 1966 en Patio Cemento (Santander), tras combates con tropas de la Quinta Brigada de Bucaramanga, cuando los guerrilleros intentaron asaltar sorpresivamente a los soldados para apoderarse de su armamento y eliminarlos. La Brigada era dirigida por el coronel Álvaro Valencia Tovar, quien, irónicamente años atrás, fue su amigo de infancia. El Ejército Nacional ocultó el cadáver en un estratégico lugar separado de las demás fosas comunes y el lugar no fue revelado al público.
Se realizó un funeral simbólico en la Iglesia de San Diego y un entierro también simbólico. Se hizo también una misa en los terrenos de la Universidad Nacional.
Años después, Valencia Tovar, ya retirado como general, escribió el libro El final de Camilo, en el que esclareció detalles de la muerte de Camilo Torres. Según Valencia Tovar, Torres fue sepultado en un sitio detallado, y prepararon los trámites para entregarle los restos a la familia. Sobre el destino del cadáver fue enterado su hermano mayor, el médico Fernando Torres Restrepo, que vivía en Estados Unidos.
Además, el propio general Álvaro Valencia Tovar reveló en una entrevista a la revista Semana que el cadáver de Camilo Torres fue exhumado tres años después de su entierro, sus restos fueron puestos en una urna y transportados a Bucaramanga donde, por gestiones del propio general, se creó el Panteón Militar de la Quinta Brigada del Ejército Nacional y, como lo reveló el general, los primeros restos en ocupar un lugar en ese panteón fueron los de Camilo Torres aunque no reveló su localización exacta, dejando en duda entre los altos mandos del ELN las declaraciones del general retirado.
En enero de 2016 el entonces presidente de Colombia, Juan Manuel Santos, su pariente lejano, dio instrucciones al Ejército Nacional de Colombia para que se inicie el proceso de búsqueda y exhumación de sus restos, en un gesto por acelerar el inicio de los diálogos de paz con el grupo guerrillero del ELN.

## Familia

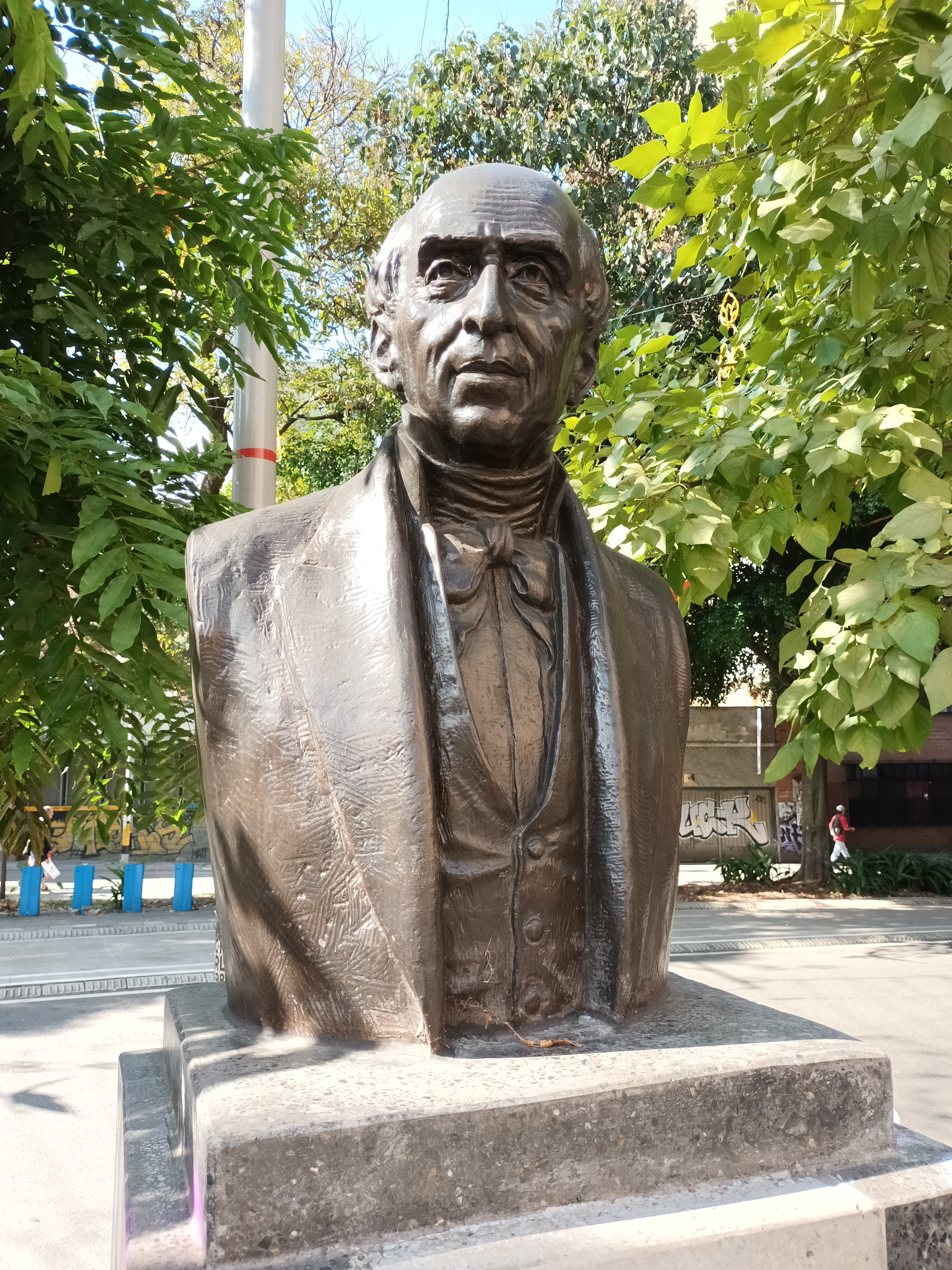
Su trastatarabuelo, José Félix de Restrepo.

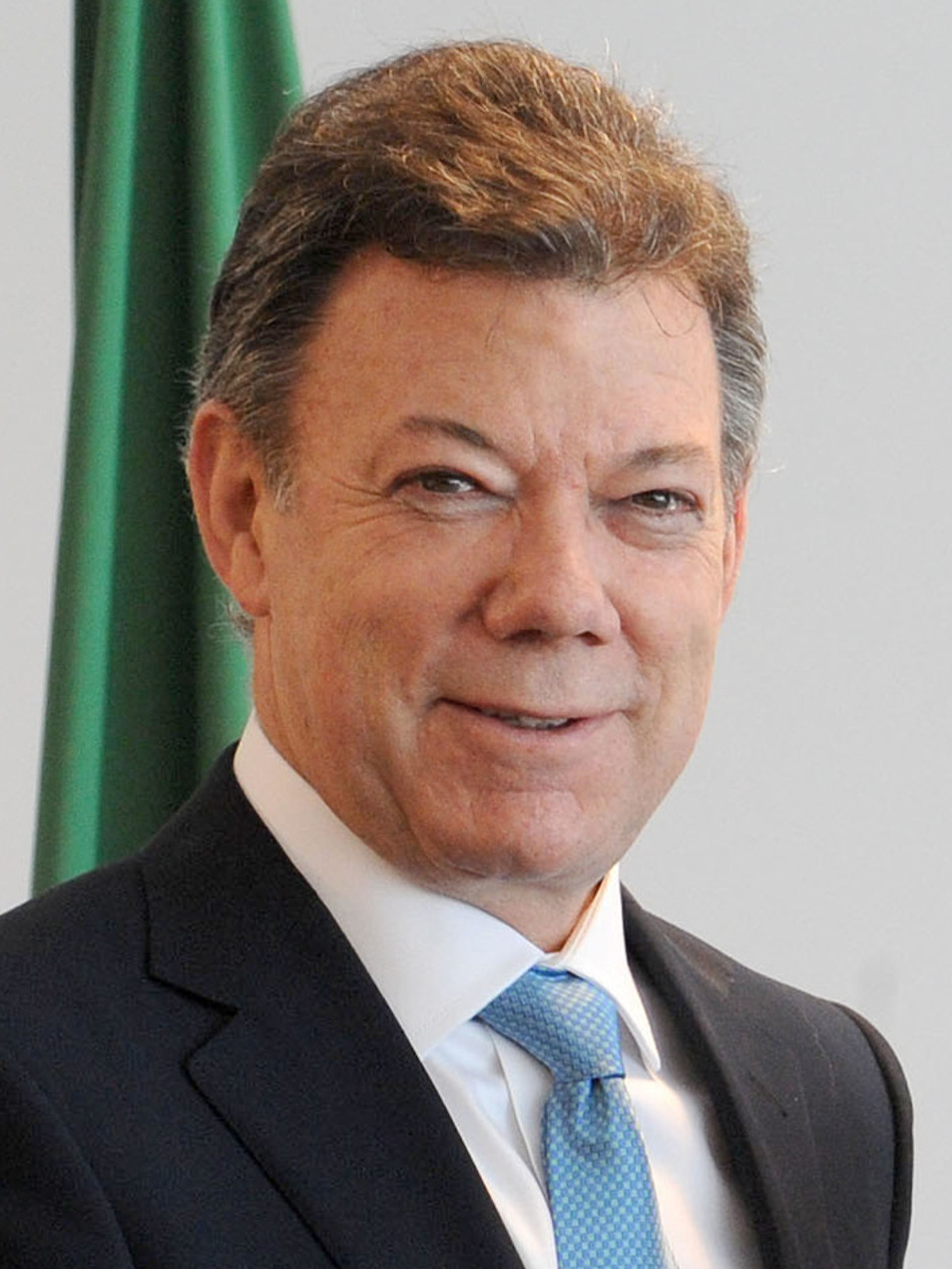
El expresidente Juan Manuel Santos, sobrino tercero de Camilo.

Camilo Torres era hijo del médico y educador Calixto Torres Umaña (considerado el padre de la pediatría en Colombia), y de su esposa Isabel Restrepo Gaviria, siendo su único hermano Fernando Torres Restrepo. 
Su padre era primo de Jorge Calderón Umaña, quien fue el padre de las hermanas Clemencia y Helena Calderón Nieto, quienes estaban casadas con los hermanos Enrique y Hernando Santos Castillo, padre de los primos Enrique, Luis Fernando y el expresidente Juan Manuel Santos (quien en una entrevista reconoció su parentesco con Torres), y sus primos Rafael y el exvicepresidente Francisco Santos. De hecho, Camilo casó a una de las tías de Juan Manuel Santos, Marsha Wilkie Calderón, en 1963.
Adicionalmente, su padre era primo del abogado y sociólogo Eduardo Umaña Luna, hijo a su vez del escritor y político José Umaña Bernal, quien era cuñado del político Julio Carrizosa Valenzuela. Umaña Luna era el padre de los políticos Eduardo y Germán Umaña Mendoza (ministro de comercio de Gustavo Petro de 2022 a 2024).
Su madre era hija del empresario Juan José María de la Cruz Gaviria de Castro, llamado "Cuco" Gaviria, librepensador y financiador de los rebeldes liberales del siglo XIX; estuvo casada en primeras nupcias con el alemán Carl Westendorp, siendo sus hijos Edgar y la médica Gerda Westendorp Restrepo, esta última primera mujer en ingresar a la universidad en Colombia. Su hermano Fernando se dedicó a la medicina igual que su padre y su media hermana mayor, y se radicó en Estados Unidos. Fue cercano a Camilo aunque sus profesiones les hicieron verse esporádicamente.
Por su línea materna, Torres era descendiente de Manuel Restrepo Fernández, biznieto del científico granadino José Félix de Restrepo, quien junto Francisco José de Caldas y el sacerdote español José Celestino Mutis organizaron la Expedición Botánica. José Félix estaba casado con Tomasa Sarasti y Valencia, quien era descendiente del banquero y filántropo Pedro Agustín de Valencia, fundador de la Casa de la Moneda de Popayán, y pariente lejano de la familia Valencia, de la que son miembros Guillermo León Valencia (expresidente de Colombia en los sesenta) y Paloma Valencia, su nieta (senadora de Colombia). Por esa línea de sangre, Camilo era pariente lejano del exministro conservador Domingo Sarasti.

## Reconocimientos y legado

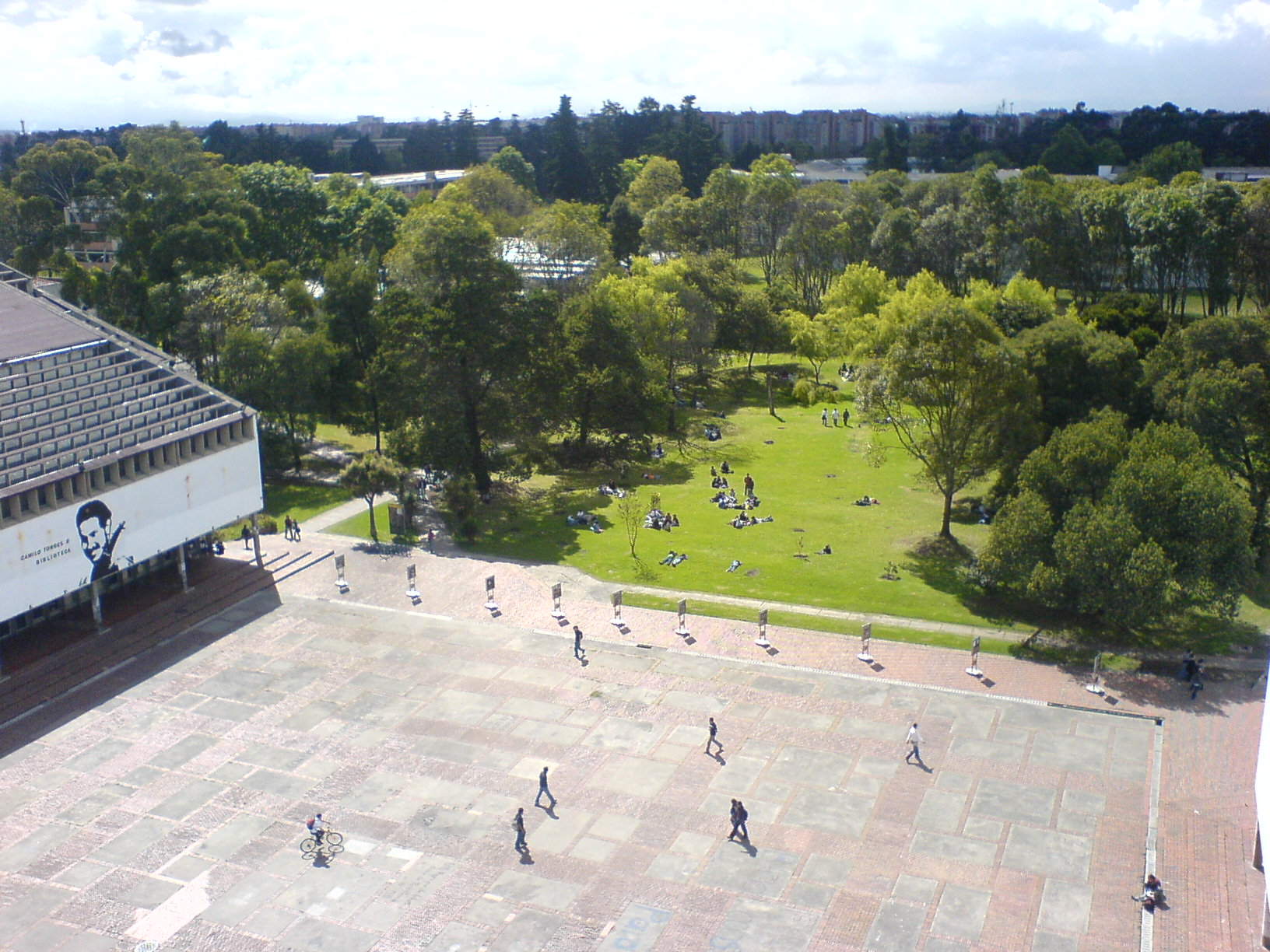
Mural de homenaje a Camilo Torres ubicado en la Universidad Nacional de Colombia.

### Canciones
El cantautor uruguayo Daniel Viglietti escribió en 1967 "Cruz de Luz", canción sobre Camilo Torres, que fue popularizada por el cantautor chileno Víctor Jara. También el cantautor cubano Carlos Puebla escribió una canción sobre Camilo titulada "Camilo Torres".  
Además la canción "Cura y Guerrillero" del cantautor mexicano José de Molina es dedicada a Camilo Torres y demás curas que continúan luchando por los mismos ideales. 
De igual manera el cantautor venezolano Alí Primera compuso las canciones "Dispersos" y "Dios se lo cobre", que hacen referencia a Camilo Torres. Dispersos: "...¿por qué no unirnos?, sí, por qué si ya se unieron el fusil y el evangelio en las manos de Camilo...". Dios se lo cobre: "...y Camilo, el sacerdote, el que no engañaba a Dios; en un bolsillo de la sotana, un libro de Santo Tomás de Aquino, y en el otro, en el de la izquierda, un libro de Carlos Marx. Buscaba la semejanza para ofrendársela a Dios. Una nueva sociedad, sin colegios privados, sin hacienda, sin patrón...".
Edson Velandia compuso "Camilo de Chucurí" para contar la historia de Camilo Torres y su muerte. Narra la historia de la canción en un concierto en Sibaté(Cundinamarca). Esta canción también aparece en el cancionero "Cuatro flechas", editado por la Imprenta Comunera y en el disco "Proverbios burros" de Velandia y la Tigra en 2023.

### Movimientos

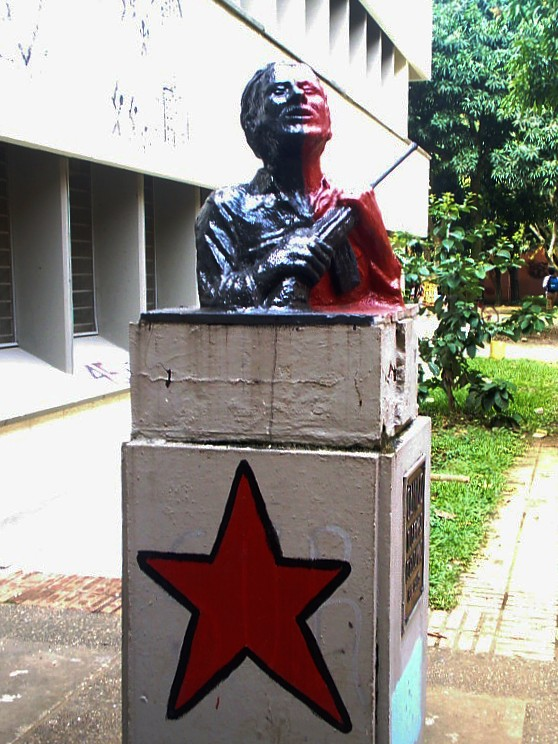
Busto de Camilo Torres Restrepo en la Universidad del Valle (Cali).

En Colombia se fundó, tiempo después de su muerte, el movimiento Golconda, para seguir el ejemplo de Camilo Torres.
En 1970, en la República Dominicana, se fundó el Comité Revolucionario Camilo Torres (Corecato), grupo revolucionario conformado por padres de la Iglesia católica y estudiantes universitarios para confrontar la represión del gobierno de Joaquín Balaguer. Entre sus miembros figuraron Carlos "Carlitico" Sánchez, quien murió por la causa marxista en Perú y Amaury Germán Aristy, quien se enfrentó con la policía y el ejército dominicano por más de diez horas antes de caer abatido. 
En 1974 se realizó un documental colombiano dirigido por Francisco Norden llamado Camilo, el cura guerrillero en el cual se relata su vida por parte de sus más allegados.

### Homenajes en Universidades
- El teatro principal de la Universidad de Antioquia lleva el nombre de Teatro Popular "Comandante Camilo Torres Restrepo".
- Uno de los edificios principales de la Universidad Industrial de Santander lleva como nombre "Edificio Camilo Torres", en una de sus paredes exteriores se puede observar un gran mural con su rostro acompañado de una frase de su autoría.
- En la Universidad del Valle, en la Sede Cali se encuentra un busto de homenaje.[32]
- La plaza principal de la Universidad Pedagógica y Tecnológica de Colombia, con sede en Tunja, lleva el nombre de "Camilo Torres Restrepo".
- La plaza principal de la Universidad Pedagógica Nacional de Colombia, en Bogotá, está bautizada con su nombre y frente a la biblioteca existe una placa con su nombre.
- En la plaza Che de la Universidad Nacional de Colombia, sede Bogotá, hay un mural de Homenaje a Camilo Torres Restrepo.
- En la sede central de la Escuela Superior de Administración Pública (ESAP), en Bogotá, donde fue decano del Instituto de Administración Social, hoy Facultad de Administración Pública, el auditorio principal lleva el nombre de "Camilo Torres Restrepo".
- En Lovaina, Bélgica, donde Torres estudió sociología durante unos años, existe una residencia de estudiantes de la Universidad Católica de Lovaina que lleva su nombre donde viven más de 400 estudiantes.
- La biblioteca de la Facultad Ciencias y Educación de la Universidad Distrital Francisco José de Caldas, lleva el nombre de "Biblioteca Comandante Camilo Torres Restrepo".[33]
- En la Facultad Tecnológica de la Universidad Distrital Francisco José de Caldas, se encuentra una plaza bautizada con su nombre, acompañada de un mural de homenaje.

### Homenajes en Latinoamérica

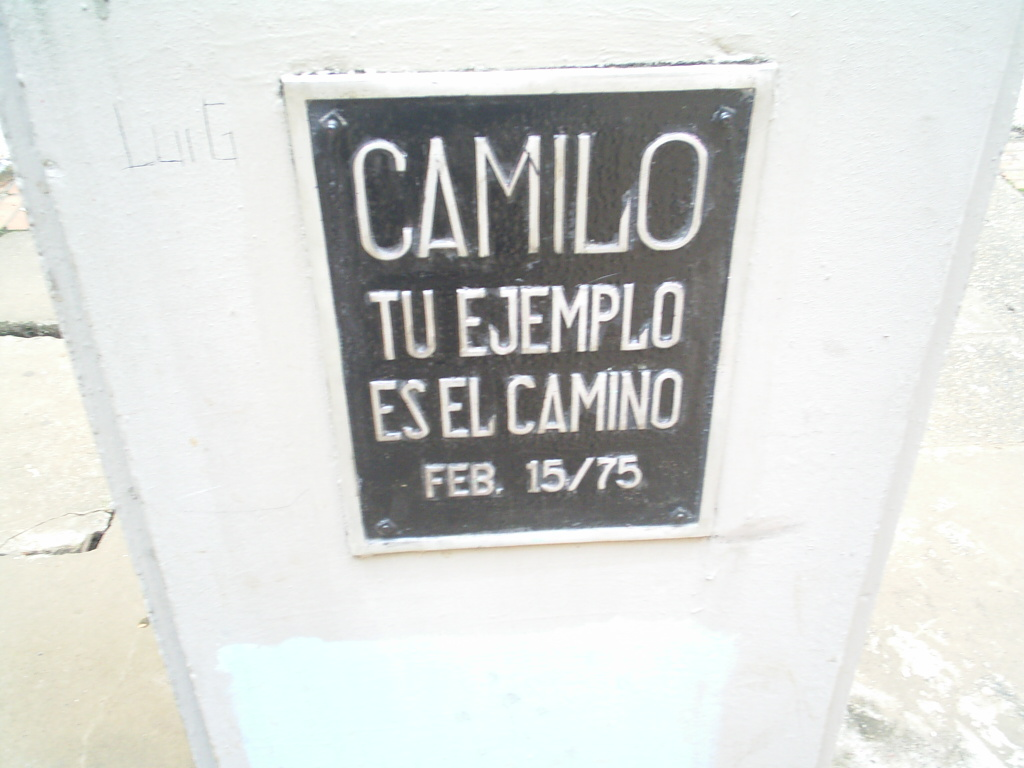
Leyenda de un busto de Camilo Torres en la Universidad del Valle, sede Cali.

- Las Unidades Muralistas Camilo Torres, adscritas al partido Izquierda Cristiana de Chile, trabajaron durante la dictadura militar de Augusto Pinochet, realizando murales contrarios al régimen, distinguiéndose por sus diseños alegres, menos abstractos que los utilizados por la Brigada Ramona Parra del Partido Comunista de Chile.[34][35]
- De igual forma, en el estado de Michoacán, en México, las juventudes de la década de los años 1980 fundaron un albergue estudiantil (el cual todavía existe) con el nombre de "Casa del Estudiante Camilo Torres".

### Homenajes en Colombia
- En Popayán, existe un barrio ubicado al sur occidente de la ciudad con su nombre, fundado el 22 de noviembre de 1970.
- En Medellín, en el barrio Aranjuez se ubica en la carrera 49 # 83-34, la Institución Educativa Camilo Torres Restrepo.

- En Barranquilla, en el Rincón Latino del barrio Rebolo de hay una estatua de homenaje al padre Camilo Torres Restrepo.[36]
- En La Jagua de Ibirico (Cesar) se ubica un barrio llamado Camilo Torres.
- En Curumaní (Cesar), existe un colegio fundado en 1970 y un barrio denominado Camilo Torres Restrepo.
- En Dosquebradas (Risaralda), se encuentra un barrio nombrado Camilo Torres.
- En Barrancabermeja (Santander), existe un colegio de bachillerato y una plazoleta denominada Camilo Torres Restrepo, que tiene un busto del padre Camilo.
- En San Vicente de Chucuri (Santander), se encuentra el colegio Camilo Torres.

## Cancionero
- "Cruz de Luz", del cantautor uruguayo Daniel Viglietti popularizada por el cantautor chileno Víctor Jara.
- "A Camilo" Torres del grupo uruguayo Los Olimareños.
- "Cura y Guerrillero" del cantautor mexicano José de Molina .
- "Dispersos" y "Dios se lo cobre" del cantautor venezolano Alí Primera, Dispersos es popularizada por el dúo Ana y Jaime.
- "Camilo Torres" del rapero colombiano Naimad B.
- "Seré breve" mencionado por el rapero chileno Portavoz.
- "Camilo de Chucurí" del cantautor colombiano Velandia y La Tigra.

## Obras
- Doce mensajes y una proclama (2015) Universidad Distrital Francisco José de Caldas. ISBN 9789588879905
- La proletarización de Bogotá (1987) ISBN 9589061214
- (con Corredor Rodríguez, Berta) (1961) Las escuelas radiofónicas de Sutatenza, Colombia: evaluación sociológica de los resultados
- Liberación o muerte (1967)
- Camilo Torres: por el padre Camilo Torres Restrepo (1956- 1966) (1966)
- (con Marighella, Carlos) Dos Rebeldes (1970)
- Cristianismo y revolución (1970)
- Cuba, paraíso perdido (1969)

### Acerca de Camilo Torres
- Torres Restrepo, Camilo, et al. Camilo: mirar y juzgar... soñar y actuar (2015) Universidad Pedagógica Nacional. ISBN 9588908574
- Torres Restrepo, Camilo, Giraldo, Javier,  Fals-Borda, Orlando, Arias Figueroa,  Bernardo Camilo, un pensamiento vigente (2010) ISBN 9584463683
- Torres Restrepo, Camilo, Gally, Héctor. Camilo Torres, sacerdote y guerrillero: revolución popular, imperativo de cristianos y marxistas (1986)